# Angrebene ved lufthavnen i Kabul
Angrebene ved lufthavnen i Kabul skete torsdag 26. august 2021 om eftermiddagen, dansk tid. 
Der blev dræbt mindst 183, deraf 170 civile afghanere og 13 amerikanske soldater. Det er første gang amerikanere er blevet dræbt i krigen i Afghanistan siden februar 2020. Man formoder, at angrebet blev foretaget af to selvmordsbombere fra Islamisk Stat. Talibans talsmand, Zabiullah Mujahid, fordømmer angrebet.
Udover angrebet på selve lufthavnen blev også et hotel i 200 meter derfra angrebet.